# Horror (film)
Pour plus de détails, voir Fiche technique et Distribution.
Horror (stylisé #Horror) est un film d'horreur américain écrit et réalisé par Tara Subkoff, sorti en 2015.
Le film suit un groupe de jeunes adolescentes accros aux réseaux sociaux et à leurs smartphones qui passe une après-midi chez une mère de l'une d'entre elles. Elles participent également à du cyberharcèlement sur Internet. Tout bascule lorsque le père de la fille est assassiné dans sa voiture.

## Synopsis
Harry Cox fait l'amour dans sa voiture avec sa maîtresse, Lisa. Après que Lisa soit sortie de la voiture, sa femme Alex l'appelle et le réprimande au téléphone. Après avoir raccroché, sa gorge est tranchée et Lisa est également assassinée.
Sam, 12 ans, est invitée à une soirée pyjama dans le manoir de sa camarade de classe Sofia Cox dans le Connecticut. Sam se retrouve gênée par son manque de richesse parmi ses camarades de classe riches et privilégiés. Francesca, Ava et Georgie sont également à la soirée pyjama. Une autre fille, Cat White, 11 ans, est conduite à la maison de Sofia par son père, le Dr. White : il est établi que Cat souffre de troubles du comportement et a eu des ennuis, allant même jusqu'à une expulsion du collège suggérée par le Proviseur de celui-ci, pour avoir harcelé les filles.
Les filles participent à un faux défilé de mode, publiant sans cesse des photos d'elles-mêmes sur les réseaux sociaux avec leurs smartphones. Cat arrive et Alex permet aux filles d'entrer dans son coffre-fort où de nombreux bijoux et vêtements sont rangés. Elle part ensuite en ville pour une rencontre en douze étapes.
Au fur et à mesure que la nuit avance, les filles, chacune rongées par leurs téléphones portables, commencent à se battre les unes contre les autres. Cat déclenche une confrontation et raille Georgie à propos de son surpoids, et Sofia la force à partir. Cat se précipite dans les bois, où elle essaie d'appeler son père pour qu'il vienne la chercher d'urgence. Elle commence à taguer Georgie dans un flot de photos cruelles sur Facebook : les filles décident collectivement de verrouiller leurs téléphones portables dans le coffre-fort pour éviter la cyberintimidation de Cat, et Sofia jette les clés du coffre-fort dans la piscine de la maison.
Après que le Dr. White ait reçu un message vocal hystérique de Cat, il retourne à la maison et interroge les filles sur l'endroit où se trouve sa fille. Il dit aux filles qu'il va porter plainte contre elles. Sam part à la recherche de Cat dans les bois et trouve la voiture du père de Sofia garée, avec du sang sur le pare-brise. Elle rentre à la maison paniquée et raconte aux filles ce qu'elle a vu, mais les filles ne la croient pas, disant d'elle qu'elle n'est rien d'autre qu'une menteuse et qu'elle cherche juste à attirer l'attention d'autrui en racontant des histoires rocambolesques.
Georgie et Francesca commencent à narguer Sofia à propos de la prétendue liaison de sa mère avec le Dr. White, et celle-ci s'en va. Dans les bois, Sofia tombe également sur la voiture de son père et trouve son cadavre à l'intérieur. Elle appelle sa mère : Alex décroche, croyant que c'est son mari, et crie avec colère au téléphone à propos de sa tricherie et raccroche. Sofia sort un revolver de la voiture et s'enfuit. À la maison, Sam tombe sur le cadavre d'Ava et est attaquée par un agresseur masqué. Elle va récupérer la clé du coffre-fort dans la piscine pour récupérer les téléphones portables des filles.
Georgie a la gorge tranchée, Francesca est également poignardée à mort. Leurs deux morts sont diffusées sur Internet et des photos de leurs corps sont publiées en ligne. Sam récupère la clé et ouvre le coffre-fort, mais est à nouveau attaquée et s'enferme à l'intérieur. Sur son téléphone, elle trouve des photos et des vidéos des meurtres de ses amis publiées sur un jeu sur les réseaux sociaux par Cat. Le Dr. White retourne à la maison et trouve le corps de Georgie. Sam lui dit que Cat a tué Ava et Georgie, Cat émerge de la pénombre et se démasque. Croyant que le Dr. White a assassiné son père, Sofia le tue. Voyant cela, Cat s'enfuit. Sofia apprend alors que Cat est la meurtrière.
Sam quitte la maison pour demander de l'aide. Elle rencontre Cat sur la route, portant le masque. Alex arrive et voit Cat pleurer en disant que les filles sont allées trop loin, qu'elle a subi leurs moqueries depuis beaucoup trop longtemps, qu'elle veut que cela cesse et finit par se suicider en se tirant une balle dans la bouche. Le film se termine par un montage de photos des meurtres, suivi d'une vidéo mise en ligne par Cat, dans laquelle elle professe sa vengeance contre les filles qui l'ont raillée et dit qu'elle "restera à jamais dans les mémoires".

## Fiche technique
- Titre : Horror
- Réalisateur : Tara Subkoff
- Scénariste : Tara Subkoff
- Producteur : Jason Ludman, Oren Segal, Tara Subkoff, Brendan Walsh
- Monteur : Janice Hampton & Catrin Hedstrom
- Musique : Erika M. Anderson
- Photographie : Learan Kahanov
- Distribution : IFC Films
- Durée : 101 minutes
- Genres : Horreur, slasher
- Date de sortie : 
  -  États-Unis : 20 novembre 2015

## Distribution
- Chloë  Sevigny : Alex Cox
- Timothy Hutton : Dr. White
- Natasha Lyonne : Emma
- Balthazar Getty : Harry Cox
- Taryn Manning : Gloria
- Stella Schnabel : Jamie
- Sadie Seelert : Sam
- Haley Murphy : Cat White
- Bridget McGarry : Sofia Cox
- Blue Lindberg : Ava
- Mina Sundwall : Francesca
- Emma Adler : Georgie
- Annabelle Dexter-Jones : Molly
- Lydia Hearst : Lisa
- Brenna Perez : une journaliste